# Albert City
Albert City es una ciudad situada en el condado de Buena Vista, Estado de Iowa, Estados Unidos. Según el censo de 2010 tenía una población de 699 habitantes.

## Geografía
Según la Oficina del Censo de los Estados Unidos, la localidad tiene un área total de 1,4 km², la totalidad de los cuales 1,4 km² corresponden a tierra firme.

## Demografía
Según el censo de 2010, había 699 personas residiendo en la localidad. La densidad de población era de 499,29 hab./km². Había 336 viviendas con una densidad media de 240 viviendas/km². El 98% de los habitantes eran blancos, el 0,14% afroamericanos, el 0,14% asiáticos, el 1% de otras razas, y el 0,72% pertenecía a dos o más razas. El 3% de la población eran hispanos o latinos de cualquier raza.
Según el censo de 2000, de los 284 hogares, en el 31,0% había menores de 18 años, el 59,9% pertenecía a parejas casadas, el 5,3% tenía a una mujer como cabeza de familia, y el 32,7% no eran familias. El 30,2% de los hogares estaba compuesto por un único individuo, y el 17,3% pertenecía a alguien mayor de 65 años viviendo solo. El tamaño promedio de los hogares era de 2,38 personas, y el de las familias de 2,98.
La población estaba distribuida en un 25,2% de habitantes menores de 18 años, un 6,9% entre 18 y 24 años, un 23,4% de 25 a 44, un 21,9% de 45 a 64, y un 22,6% de 65 años o mayores. La media de edad era 41 años. Por cada 100 mujeres había 88,6 hombres. Por cada 100 mujeres de 18 años o más, había 83,4 hombres.
Los ingresos medios por hogar en la localidad eran de 33.188 dólares ($), y los ingresos medios por familia eran 36.167 $. Los hombres tenían unos ingresos medios de 30.987 $ frente a los 22.125 $ para las mujeres. La renta per cápita para la ciudad era de 15.219 $. El 9,5% de la población y el 7,9% de las familias estaban por debajo del umbral de pobreza. El 14,4% de los menores de 18 años y el 10,3% de los habitantes de 65 años o más vivían por debajo del umbral de pobreza.